# زبور

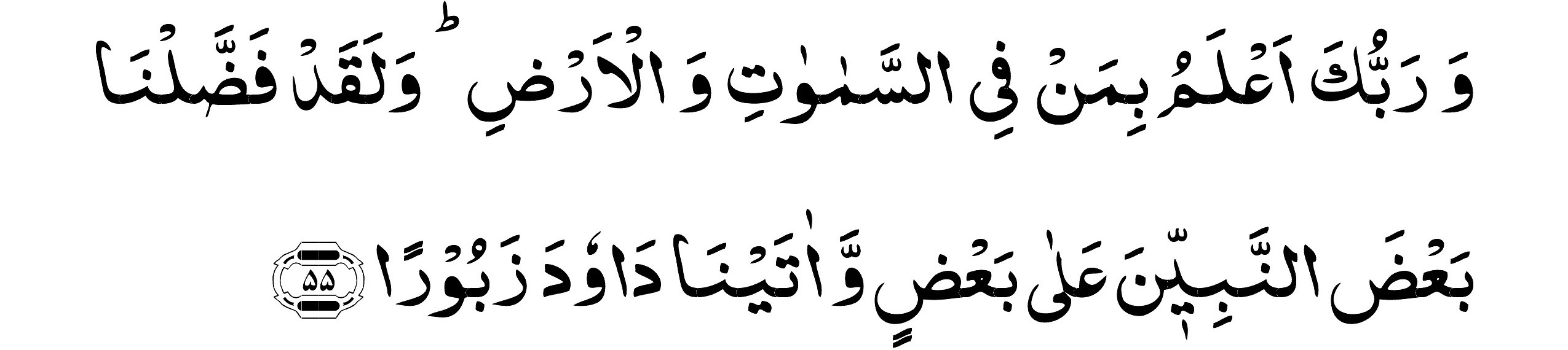
اشاره به زبور در سوره بنی اسرائیل آیه شماره ۵۵

زبور نام کتابی است که بر اساس قرآن و روایات اسلامی، بر داوود نازل شده‌است.

## ریشه نام
بنا بر روایت وجه تسمیه این کتاب آن است که به صورت مجموعه‌ای مکتوب بر الواح فرود آمده‌است. برخی نیز زبور را به معنی مکتوب دانسته‌اند. بعضی پژوهشگران زبور را از ریشه عبری زمره (זימרה) که هم به معنی قدرت و هم به معنی آواز یا سرود است، دانسته‌اند.

## زبور در قرآن
در سوره‌های نساء، انبیاء و اسراء قرآن زبور نام برده شده‌است.
- به راستی که ما به تو وحی کردیم چنان‌که به نوح و پیامبران پس از او و همچنین به ابراهیم و اسماعیل و اسحاق و یعقوب و اسباط بنی‌اسرائیل و عیسی و ایوب و یونس و هارون و سلیمان وحی کردیم و به داوود هم زبور را عطا کردیم.(قرآن ۴:۱۶۳)
- و پروردگار تو به آنچه در آسمان‌ها و زمین است داناتر است و به داوود زبور را بخشیدیم.(قرآن ۱۷:۵۵)
- و ما در زبور پس از ذکر نوشتیم که به راستی بندگان نیکوکار من زمین را وارث خواهند شد. (قرآن ۲۱:۱۰۵)

## زبور در تفاسیر
با این که قرآن به اعطای زبور به داوود اشاره کرده‌است، برخی از مفسرین اهل سنت آن را به‌طور مطلق کتب انبیاء معنی کرده‌اند. بر اساس تفسیر نمونه، کتاب زبور احکام شریعتی خاصی نداشته و آیین جدیدی نیاورده‌است. در تفسیر نمونه، زبور دلیل برتری داوود بر دیگر پیامبران دانسته شده‌است. در این تفسیر همچنان ذکر شده که بخش‌هایی از زبور از تحریف مصون مانده‌اند.

## زبور در روایات اسلامی
در روایتی ابوذر غفاری از پیامبر اسلام نقل کرده‌است که زبور یکی از ۱۰۴ کتابی‌است که بر مردم جهان نازل گشته‌است. در صحیح بخاری، ابوهریره از محمد نقل کرده‌است که خواندن زبور بر داوود آسان گشته بود و چون به خادمانش می‌فرمود اسب‌ها را زین کنند؛ پیش از آن‌که اسب‌ها زین شود زبور را به پایان می‌برد.

## تطبیق زبور با مزامیر
برخی پژوهشگران زبور مذکور در قرآن را با مزامیر در عهد عتیق/تنخ برابر دانسته‌اند. با این که مزامیر بیش‌تر به عنوان کتاب دعا و تسبیح شهرت دارد؛ زبور و بخش‌های بزرگی از مزامیر به داوود منسوب‌اند. در قرآن از زبور آورده شده‌است که بندگان نیکوکار خداوند وارث زمین خواهند شد. در مزامیر داوود، آیه‌ای با معنی مشابه آمده‌است:
- زیرا که خداوند عدالت را دوست می‌دارد و بندگان صالح خود را رها نمی‌کند بلکه از ایشان نگهداری می‌کند زیرا که درخت شریران بریده خواهد شد. و صدیقان وارث زمین شده تا ابد در آن سکونت خواهند کرد؛ زیرا که زبانشان به حکمت گویاست.(مزامیر ۳۷:۲۹)

برخی نیز آیه قرآن در سوره انبیاء را با این بخش مزامیر تطبیق داده‌اند.
- زیرا که شریران منقطع می‌شوند اما متوکلان به خداوند وارثان زمین خواهند شد. و متواضعان وارث زمین شده از سلامت بهره خواهند برد. شریر دندان‌های خویش بر او می‌فشارد، اما خداوند بر صدیقان متبسم است. (مزامیر ۳۸:۱۱)

آیات دیگری از مزامیر نیز مفهومی نزدیک با آنچه در قرآن آمده‌است دارند:
- خداوند روزی صالحان را می‌داند و میراث ایشان زمین ابدی باشد که در زمان بلا خجل نشوند و در ایام قحطی سیر خواهند شد. این متبرکان خداوند زمین را به میراث می‌برند.(مزامیر ۳۸ ۹:۱۱)

برخی از علمای مسلمان که زبور را اشاره‌ای به کتب انبیای پیشین و نه فقط کتاب داوود می‌دانند، این آیه قرآن را با آیه مشابهی در سفر خروج برابر دانسته‌اند.
- و بندگان خود ابراهیم و اسماعیل و اسحاق و یعقوب را به یادآور چون‌که به ذات خود برای ایشان سوگند یاد کرده به‌ایشان گفتی که ذریه شما را چون ستاره‌های آسمان بسیار خواهم گردانید و تمامی زمینی که درباره‌اش گفتم به ذریه شما خواهم بخشید که تا ابد وارث آن باشند. (خروج ۳۲:۱۱)

با این حال در این مورد که منظور از زبور، همان مزامیر است، اطمینان وجود ندارد. یهودیان و مسیحیان خود معترف‌اند که از ۱۵۰ مزمور در عهد عتیق، تنها ۷۱ یا ۷۳ مزمور را می‌توان به داوود نسبت داد و دیگر مزامیر در سالیان دیگر افزوده شده‌اند.